# Happiness (serie televisiva 2021)
Happiness (해피니스?, HaepiniseuLR) è una serie televisiva sudcoreana trasmessa su tvN dal 5 novembre all'11 dicembre 2021. In lingua italiana è disponibile su Serially.

## Trama
In un futuro prossimo, il fallimento del farmaco sperimentale Next ha causato una pandemia mondiale di Lyttavirus, anche nota come "malattia dei pazzi". Chi viene infettato dal Lytta sperimenta attacchi di pazzia e sete di sangue prima di entrare in stato catatonico e comportarsi da zombi. In Corea del Sud la polizia e l'esercito cercano di contenere la diffusione del virus tramite indagini approfondite e severe misure di quarantena, mentre gli attivisti per i diritti civili si oppongono sostenendo che i malati siano ancora in grado di interagire come esseri umani.

## Personaggi e interpreti
- Yoon Sae-beom, interpretata da Han Hyo-joo
- Jung Yi-hyun, interpretato da Park Hyung-sik
- Han Tae-sok, interpretato da Jo Woo-jin

## Riconoscimenti
- Blue Dragon Series Award[4]
  - 2022 – Candidatura Miglior attrice a Han Hyo-joo
  - 2022 – Candidatura Miglior attrice di supporto a Bae Hae-sun